# Epictia resetari
Epictia resetari — вид змій родини струнких сліпунів (Leptotyphlopidae). Ендемік Мексики. Описаний у 2016 році.

## Поширення і екологія
Epictia resetari мешкають на півдні Тамауліпасу, у Веракрусі та на північному сході Ідальго. Вони живуть у вічнозелених і напвлистяних тропічних лісах, трапляються в саванах, на висоті до 900 м над рівнем моря.